# Debelja
Debelja (Servisch cyrillisch Дебеља) is een plaats in de Servische gemeente Nova Varoš. De plaats telt 148 inwoners (2002).